# 拉普雷内赛
拉普雷内赛（法語：La Prénessaye，法語發音：[la pʁenɛsɛ]）是法国阿摩尔滨海省的一个市镇，位于该省南部偏东，属于圣布里厄区。

## 地理
拉普雷内赛（48°10'59"N, 2°38'2"W）面积16.97 平方千米，位于法国布列塔尼大區阿摩尔滨海省，该省份为法国西北部沿海省份，位于布列塔尼半岛北部，北濒大西洋英吉利海峡，西接菲尼斯泰尔省，南至莫尔比昂省，东临伊勒-维莱讷省。
与拉普雷内赛接壤的市镇（或旧市镇、城区）包括：卢代阿克、拉莫特、普莱梅、圣巴尔纳贝。

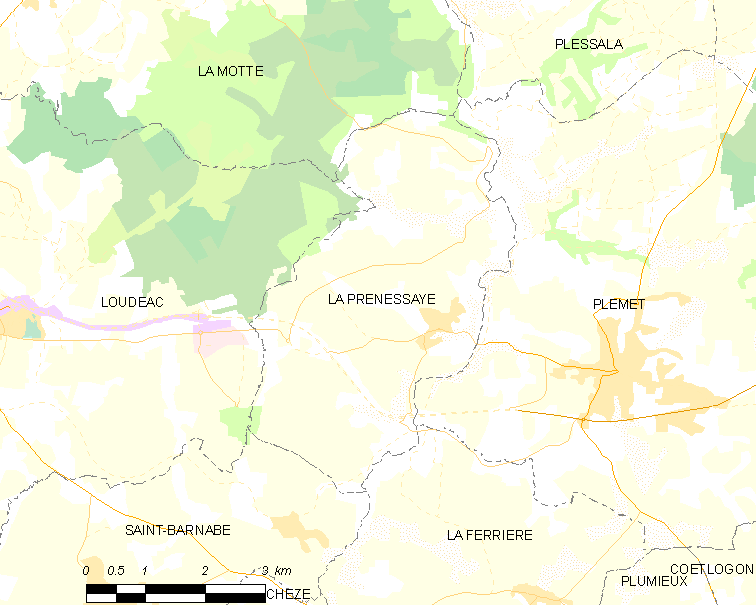
拉普雷内赛的OSM定位图

拉普雷内赛的时区为UTC+01:00、UTC+02:00（夏令时）。

## 行政
拉普雷内赛的邮政编码为22210，INSEE市镇编码为22255。

## 政治
拉普雷内赛所属的省级选区为卢代阿克县。

## 人口

1962-2008年间拉普雷内赛人口变化图示

拉普雷内赛于2022年1月1日时的人口数量为870人。